# Бортник Дмитро Валерійович
Дмитро́ Вале́рійович Бо́ртник (24 серпня 1992, Чернігівська область — 12 жовтня 2022, с. Жоржівка, Полтавська область) — український військовослужбовець (майор) пілот 7 БрТА Повітряних сил Збройних сил України, учасник російсько-української війни. Лицар ордена Богдана Хмельницького III ступеня (2023, посмертно), кавалер ордена «За мужність» III ступеня (2022).

## Життєпис
Дмитро Бортник народився на Чернігівщині 24 серпня 1992 року.
Закінчив Чернігівський ліцей з посиленою військово-фізичною підготовкою, Харківський національний університет Повітряних сил імені Івана Кожедуба.
Від 2014 року проходив службу в 7-й бригаді тактичної авіації. Учасник АТО/ООС.
Загинув 12 жовтня 2022 року під час виконання бойового завдання з радіотехнічної розвідки в с. Жоржівка на Полтавщині.

## Нагороди
- орден Богдана Хмельницького III ступеня (26 лютого 2023, посмертно) — за особисту мужність і самовідданість, виявлені у захисті державного суверенітету та територіальної цілісності України, вірність військовій присязі[3];
- орден «За мужність» III ступеня (6 вересня 2022) — за особисту мужність і самовіддані дії, виявлені у захисті державного суверенітету та територіальної цілісності України, вірність військовій присязі[4].